# Повіт Фунай
Пові́т Фуна́й (яп. 船井郡, ふないぐん, МФА: [ɸunai̯ guɴ]) — повіт в префектурі Кіото, Японія. Станом на 1 жовтня 2017 року його площа становила 303,07 км². Населення складало 13 797 осіб, а густота населення — 45,5 осіб/км². До складу повіту входить містечко Кьо-Тамба.